# 褚人穫
褚人穫（1635年—？），字稼軒，又字學稼，號石農，別號沒世農夫，南直隸蘇州府長洲縣人，清朝作家。

## 生平
生於崇禎八年（1635年）。根據乾隆三十年（1765年）刊刻的《長洲縣志》記載，其父褚笈在崇禎九年（1636年）丙子科應天鄉試中乙榜。褚人穫本人學而優不仕，終身未曾中試，仕途困頓。中年以後遂埋首學問，潛心著述，至老不倦，文名甚高，能詩善文，交遊皆吳中名士。尤侗在《堅瓠集》序中說他：“少而好學，至老彌篤，搜群書窮秘籍，取經史所未及載者，條列枚舉，其事小可悟乎大，其文奇而不離乎正”。尤喜涉獵歷代稗史軼聞，著作頗多，著有《堅瓠集》、《讀史隨筆》、《退佳瑣錄》、《聖賢群輔錄》、《鼎甲考》、《續蟹譜》等。其文學代表作《隋唐演義》是根據明朝的《隋唐志傳》、《隋煬帝艷史》、《隋史遺文》等書及民間傳說改寫而成，是一部兼有英雄傳奇和歷史演義雙重性質的小說。褚人穫個性寬厚，樂於助人，“性康慨好施與”。康熙四十三年（1704年）尚在世。